# Handbol als Jocs Olímpics d'estiu de 1988

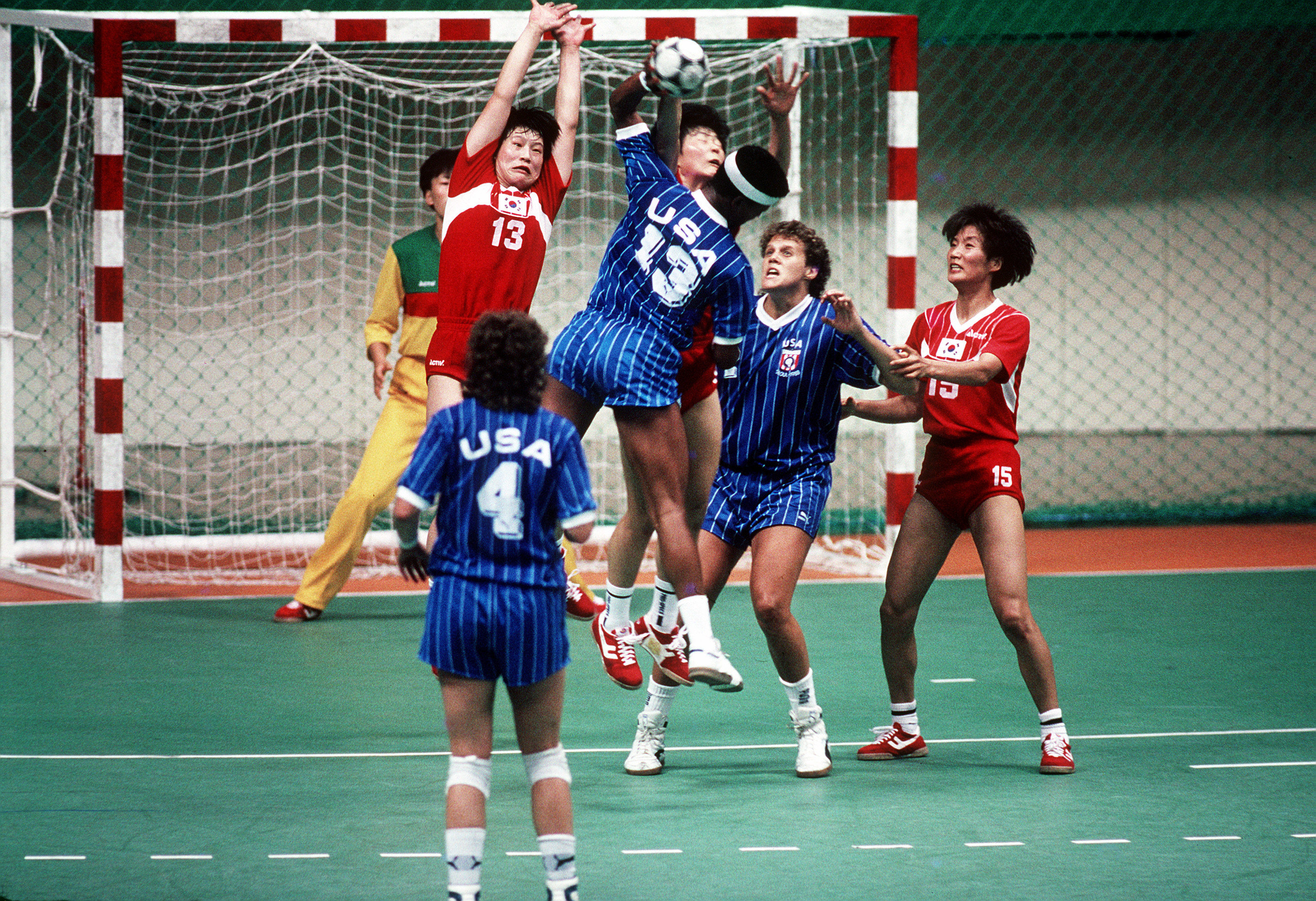
Partit femení entre Corea del Sud i Estats Units.

Als Jocs Olímpics d'Estiu de 1988 celebrats a la ciutat de Seül (Corea del Sud) es disputaren dues competicions d'handbol, una en categoria masculina i una altra en categoria femenina, que va passar de sis equips als Jocs de 1984 a vuit. La competició tingué lloc al Gimnàs Suwon entre els dies 20 de setembre i 1 d'octubre de 1988.

## Comitès participants
Hi participaren un total de 281 jugadors d'handbol, 170 homes i 111 dones, de 15 comitès nacionals diferents:
| Categoria masculina - Algèria - Corea del Sud - Espanya - Estats Units - Hongria - Islàndia - Iugoslàvia - Japó - RDA - Suècia - Txecoslovàquia - Unió Soviètica |  | Categoria femenina - Costa d'Ivori - Corea del Sud - Estats Units - Iugoslàvia - Noruega - Txecoslovàquia - Unió Soviètica - R.P. de la Xina |

## Resum de medalles[2]
| Prova                   | Or | Argent | Bronze |
| Handbol masculí Detalls | Unió Soviètica Vyacheslav Atavin · Igor Chumak · Valeri Gopin · Aleksandr Karshakevich · Andrei Lavrov · Yuri Nesterov · Voldemaras Novickis · Aleksandr Rymanov · Konstantin Sharovarov · Yuri Shevtsov · Georgi Sviridenko · Aleksandr Tutxkin · Andrei Tyumentsev · Mikhail Vasilyev | Corea del Sud Choi Suk-Jae · Kang Jae-Won · Kim Jae-Hwan · Koh Suk-Chang · Lee Sang-Hyo · Lim Jin-Suk · Noh Hyun-Suk · Oh Young-Ki · Park Do-Hun · Park Young-Dae · Shim Jae-Hong · Shin Young-Suk · Yoon Tae-Il                                                  | Iugoslàvia Mirko Bašić · Jožef Holpert · Boris Jarak · Slobodan Kuzmanovski · Muhamed Memić · Alvaro Načinović · Goran Perkovac · Zlatko Portner · Iztok Puc · Rolando Pušnik · Momir Rnić · Zlatko Saračević · Irfan Smajlagić · Ermin Velić · Veselin Vujović                                             |
| Handbol femení Detalls  | Corea del Sud Han Hyun-Sook · Kim Mi-Sook · Kim Choon-Rye · Kim Hyun-Mee · Kim Kyung-Soon · Kim Myung-Soon · Lee Ki-Soon · Lim Mi-Kyung · Shon Mi-Na · Song Ji-Hyun · Suk Min-Hee · Sung Kyung-Hwa                                                                                      | Noruega Kjerstin Andersen · Berit Digre · Marthe Eliasson · Susann Goksør · Trine Haltvik · Hanne Hegh · Hanne Hogness · Vibeke Johnsen · Kristin Midthun · Karin Pettersen · Karin Singstad · Annette Skotvoll · Ingrid Steen · Heidi Sundal · Cathrine Svendsen | Unió Soviètica Natalya Anisimova · Maryna Bazhanova · Tatyana Dzhandzhgava · Elina Guseva · Tetyana Horb · Larissa Kàrlova · Natalya Lapitskaya · Svitlana Mankova · Nataliya Matryuk · Natalya Morskova · Olena Nemashkalo · Nataliya Rusnachenko · Olha Semenova · Yevheniya Tovstohan · Zinaïda Turtxinà |

## Medaller[1]
| Posició | País           | Or | Argent | Bronze | Total |
| 1       | Corea del Sud  | 1  | 1      | 0      | 2     |
| 2       | Unió Soviètica | 1  | 0      | 1      | 2     |
| 3       | Noruega        | 0  | 1      | 0      | 1     |
| 4       | Iugoslàvia     | 0  | 0      | 1      | 1     |